# كعكة ترشيح

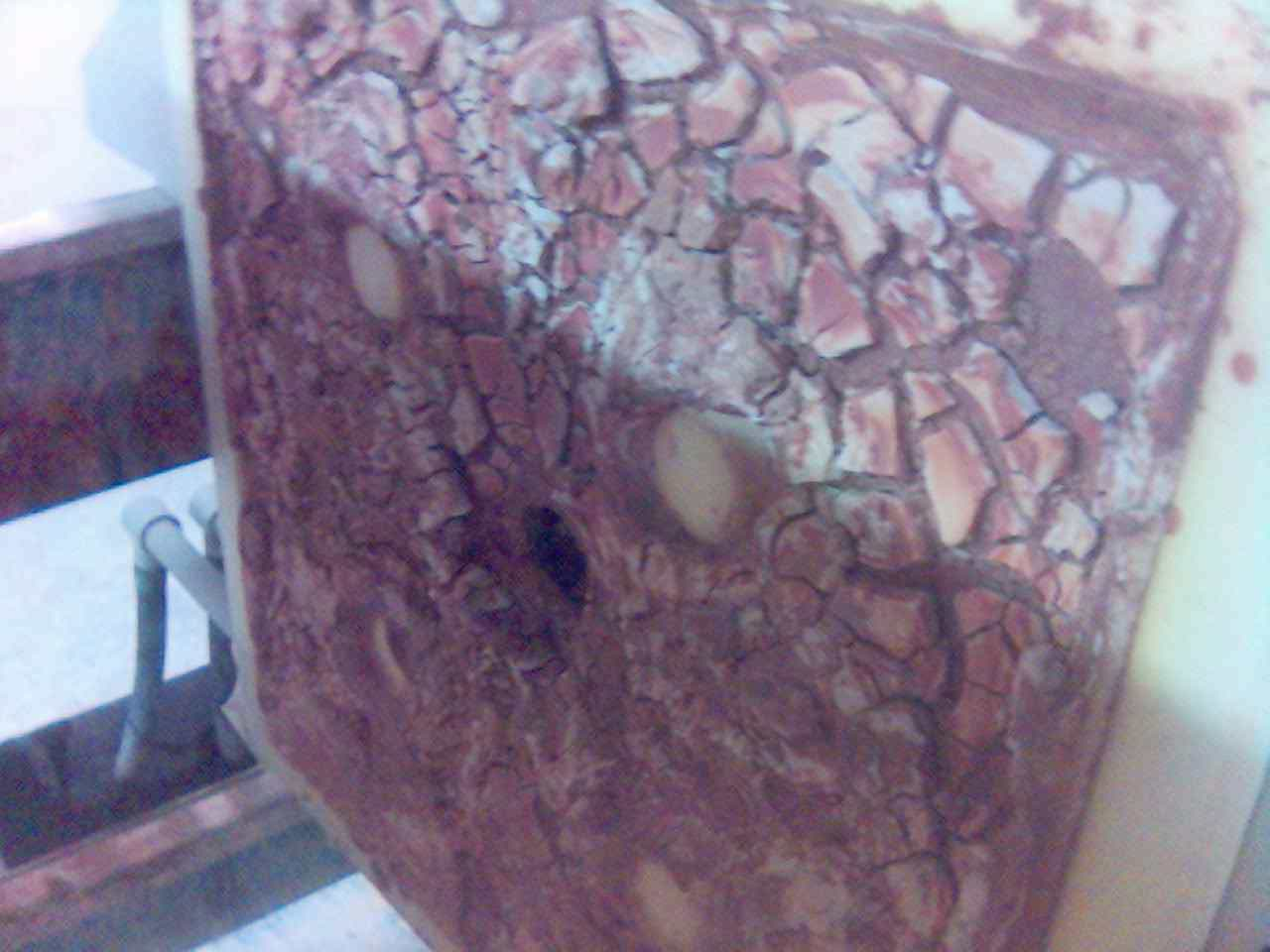
كعكة المرشح

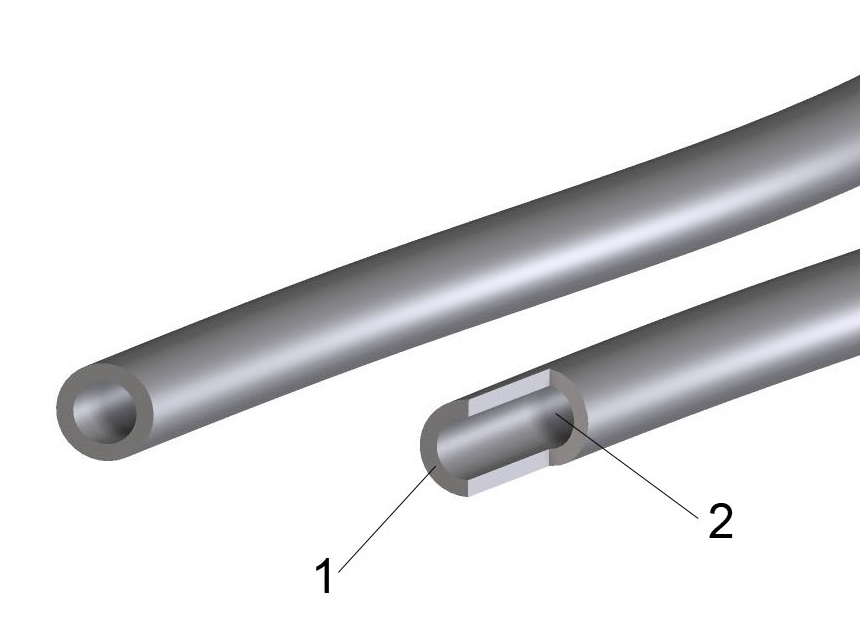
ألياف فارغة مصنعة.

تتكون كعكة الترشيح في تقنية الأغشية من مواد تترسب على المرشح أثناء عملية الترشيح. ويتزايد سمك طبقة الكعكة خلال عملية الترشيح وتصبح كثيفة حيث تتراكم الحبيبات على المرشح أو غشاء الترشيح. وبتزايد سمكه تنخفض سرعة الترشيح .
بعد إجراء عملية الترشيح لفترة فيجب إزالة طبقة الكعكة المتكونة على المرشح أو على غشاء الترشيح ، مثل تسليط ماء مضغوط عليها من الخلف . وإذا لم نقم بإزالة الكعكة فإن عملية الترشيح تزداد صعوبة وربما تتوقف العملية تماما بعد فترة بسبب انسداد مسام المرشح .
بحسب خصائص الأنواع المختلفة من الاغشية والمحاليل المراد ترشيحها يتم اختيار الغشاء المناسب.
في تقنية الأغشية تتأثر عملية الترشيح في الترشيح المستدق والترشيح الميكروني بتكون طبقة الكعكة على غشاء الترشيح. هذا التأثير قد يكون شديدا بحيث يتحول الترشيح الميكروني إلى ترشيح مستدق (أي تنفذ من الغشاء جبيبات أصغر من الميكرون إلى الراشح فقط) . تلك المسببات في تباطؤ عملية الترشيح تسمى تحشف الغشاء أو فساد الغشاء ؛ و يمكن التغلب عليها باستغلال تأثير القمط الأنبوبي ، حيث تستخدم فيه مرشحات مصنوعة من ألياف فارغة في ترشيح الجريان التقاطعي بغرض خفض الاستهلاك الكهربائي.

## اقرأ أيضا
- ترشيح جريان تقاطعي
- مرشح مستدق
- ترشيح نانوي
- طهارة مياه الشرب
- مستبعد (كيمياء)
- تناضح عكسي
- تحلية مياه البحر
- تأثير قمط أنبوبي